# Orientine
L'orientine est un composé chimique de la famille des flavones. C'est plus précisément un hétéroside, le 8-C-glucoside d'une flavone, la lutéoline, présent notamment dans la passiflore, l'açaí (Euterpe oleracea), l'adonis de printemps (Adonis vernalis) et le yopo (Anadenanthera peregrina). On a aussi relevé la présence d'orientine dans les millets et les feuilles de bambou noir (Phyllostachys nigra).